# Sätra (Stockholms tunnelbana)
Sätra ist eine oberirdische Station der Stockholmer U-Bahn. Sie befindet sich im gleichnamigen Stadtteil Sätra. Die Station wird von der Röda linjen des Stockholmer U-Bahn-Systems bedient. Sie zählt zu den eher mäßig frequentierten Stationen des U-Bahn-Netzes. An einem normalen Werktag steigen hier 5.550 Pendler zu und um.
Die Station wurde am 16. Mai 1965 als 63. Station der Tunnelbana in Betrieb genommen, als der Abschnitt der Röda linjen zwischen Örnsberg und Sätra eingeweiht wurde. Bis zum 1. März 1967 war sie auch Endstation der Linie T13. Danach fuhren die Züge über den neuerbauten Abschnitt bis zur nächsten Station Skärholmen. Die Bahnsteige befinden sich oberirdisch in Hochlage. Die Station liegt zwischen den Stationen Bredäng und Skärholmen. Bis zum Stockholmer Hauptbahnhof sind es etwa 9,5 km.